# TRPC5OS
TRPC5OS (англ. TRPC5 opposite strand) – білок, який кодується однойменним геном, розташованим у людей на довгому плечі X-хромосоми. Довжина поліпептидного ланцюга білка становить 111 амінокислот, а молекулярна маса — 12 326.
| 10         |  | 20         |  | 30         |  | 40         |  | 50         |
| ---------- |  | ---------- |  | ---------- |  | ---------- |  | ---------- |
| MDSVLIHVLI |  | DGLVACVAQL |  | IRIADELLQF |  | ILQVQEVPYV |  | EENGRAEETE |
| ADAPLPEEPS |  | LPDLPDLSDL |  | DSILTPREDE |  | DLIFDIDQAM |  | LDMDNLYEDT |
| VSGINDDLTG |  | D          |  |            |  |            |  |            |

A: Аланін

C: Цистеїн

D: Аспарагінова кислота

E: Глутамінова кислота

F: Фенілаланін

G: Гліцин

H: Гістидин

I: Ізолейцин

L: Лейцин

M: Метіонін

N: Аспарагін

P: Пролін

Q: Глутамін

R: Аргінін

S: Серин

T: Треонін

V: Валін

Припускається участь білка в розвитку деяких форм раку